# Münstedt
Münstedt ist ein Ortsteil der Gemeinde Ilsede im Landkreis Peine (Niedersachsen). Das Dorf liegt östlich der Nachbarorte Oberg und Groß Lafferde.

## Geschichte
Der Ort wurde im Jahr 1189 erstmals urkundlich erwähnt, als Bischof Adelog von Hildesheim die Kapelle Oberg aus der Mutterkirche Münstedt herauslöste.
Am 1. Februar 1971 wurde Münstedt gemeinsam mit den bis dahin selbstständigen Gemeinden Adenstedt, Gadenstedt, Groß Lafferde und Oberg zur Gemeinde Lahstedt zusammengefasst. Am 10. Juli 2014 beschlossen die Mitglieder des Gemeinderates den Zusammenschluss der Gemeinden Lahstedt und Ilsede. Die Fusion der Gemeinden wurde zum 1. Januar 2015 umgesetzt.

## Politik

### Ortsrat
Der Ortsrat, der Münstedt vertritt, setzt sich aus sieben Mitgliedern zusammen. Die Ratsmitglieder werden durch eine Kommunalwahl für jeweils fünf Jahre gewählt.
Bei der Kommunalwahl 2021 ergab sich folgende Sitzverteilung:
| Ortsrat 2021Insgesamt 7 Sitze - SPD: 3 - CDU: 4 | Ortsratswahl 2021Wahlbeteiligung: 65,76 % 6050403020100 53,5 %46,5 % CDUSPD |

### Ortsbürgermeister
Ortsbürgermeister ist Daniel Graf (CDU).

### Wappen
Auf dem Ortswappen steht im rot über gold schräglinks geteiltem Schild oben ein goldenes dreispeichiges Rad, unten ein rotes dreispeichiges Rad.

## Kultur und Sehenswürdigkeiten
- Die evangelisch-lutherische Pfarrkirche zu Münstedt fand erste urkundliche Erwähnung im Jahre 1189.
- Die Heimatstube in Münstedt zeigt eine Sammlung ländlicher Kulturgüter und Alltagsgegenstände.
- Seit 1978 ist das Münstedter Holz Landschaftsschutzgebiet.

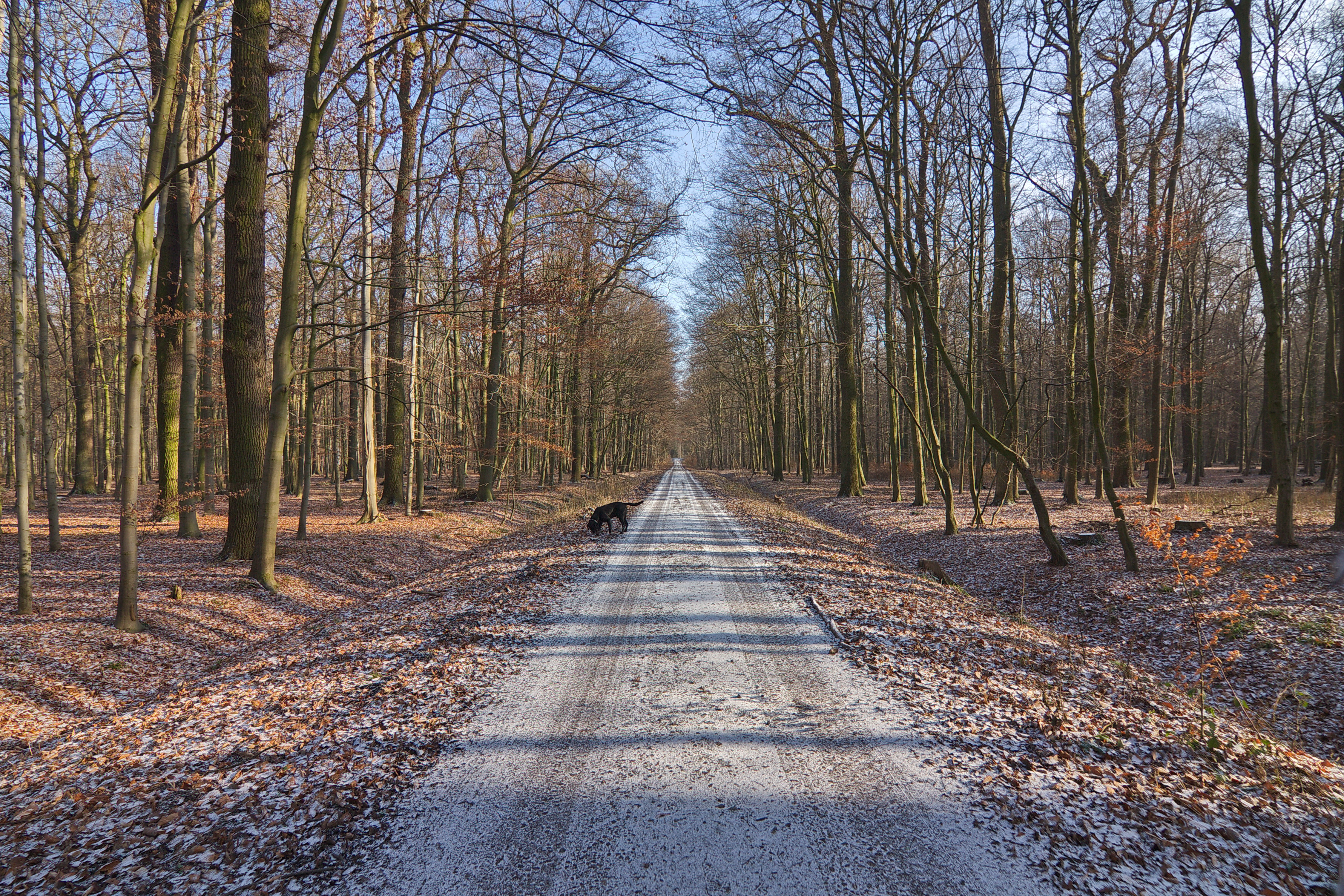
Münstedter Wald
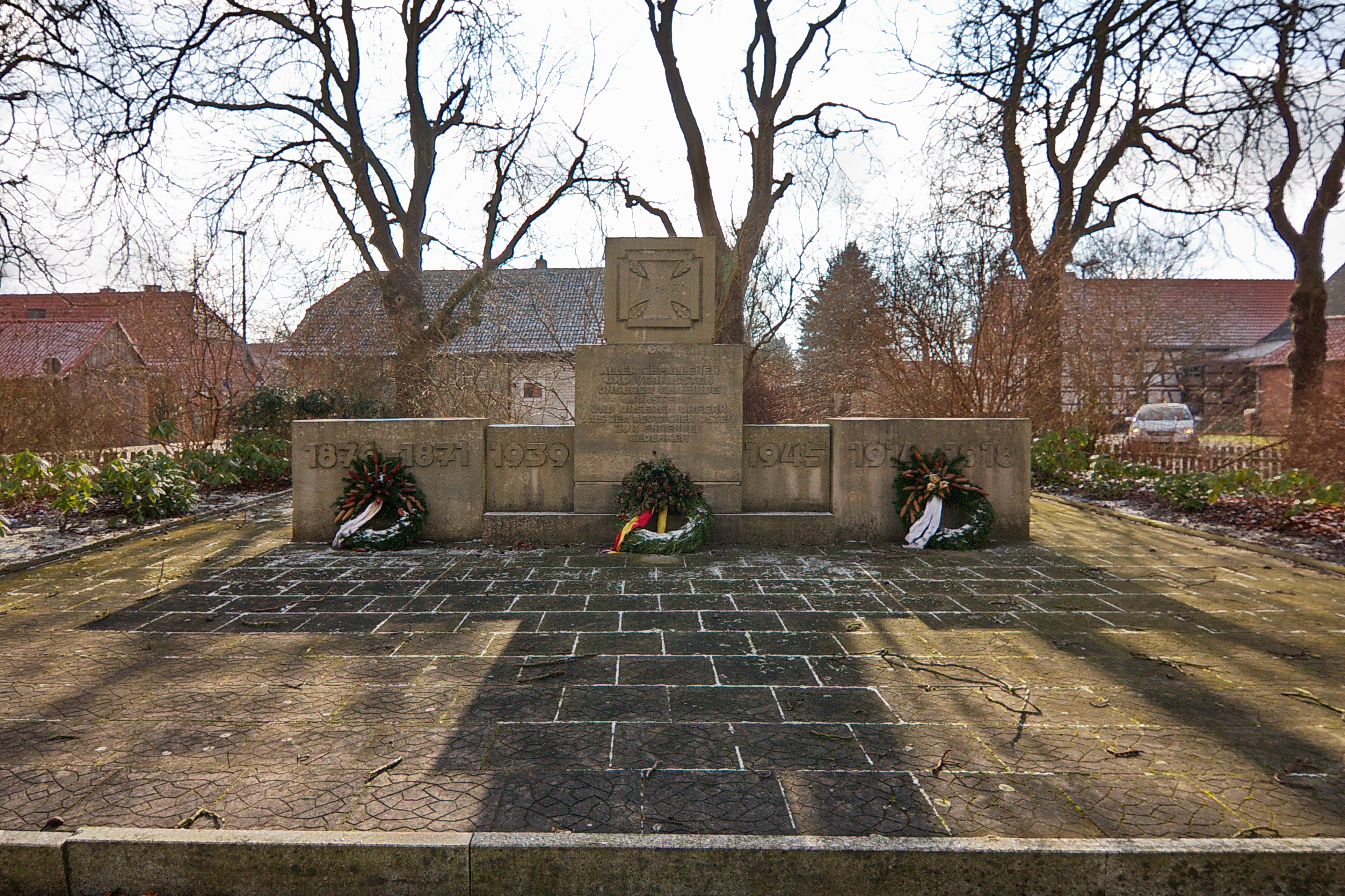
Kriegerdenkmal
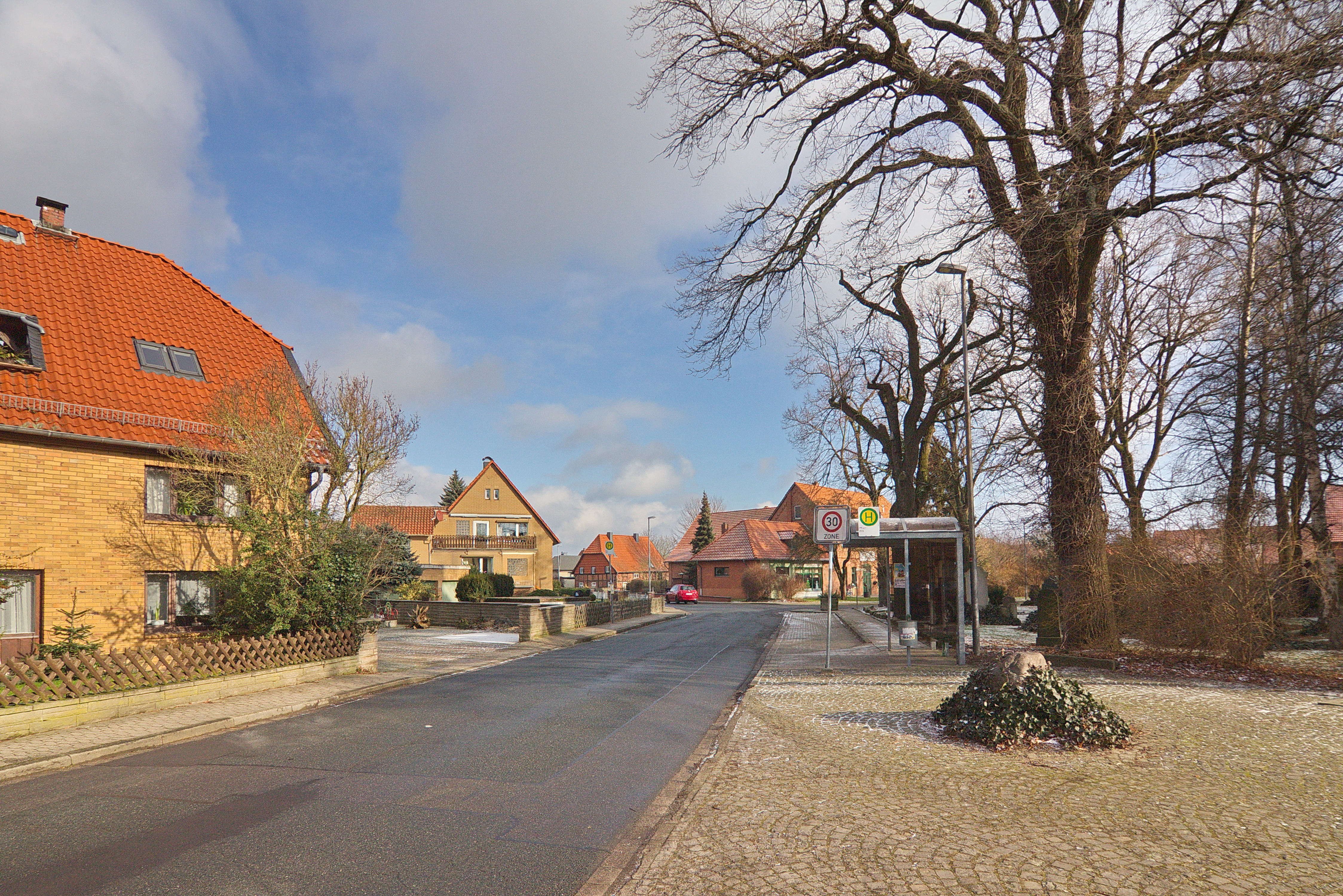
Ortsblick
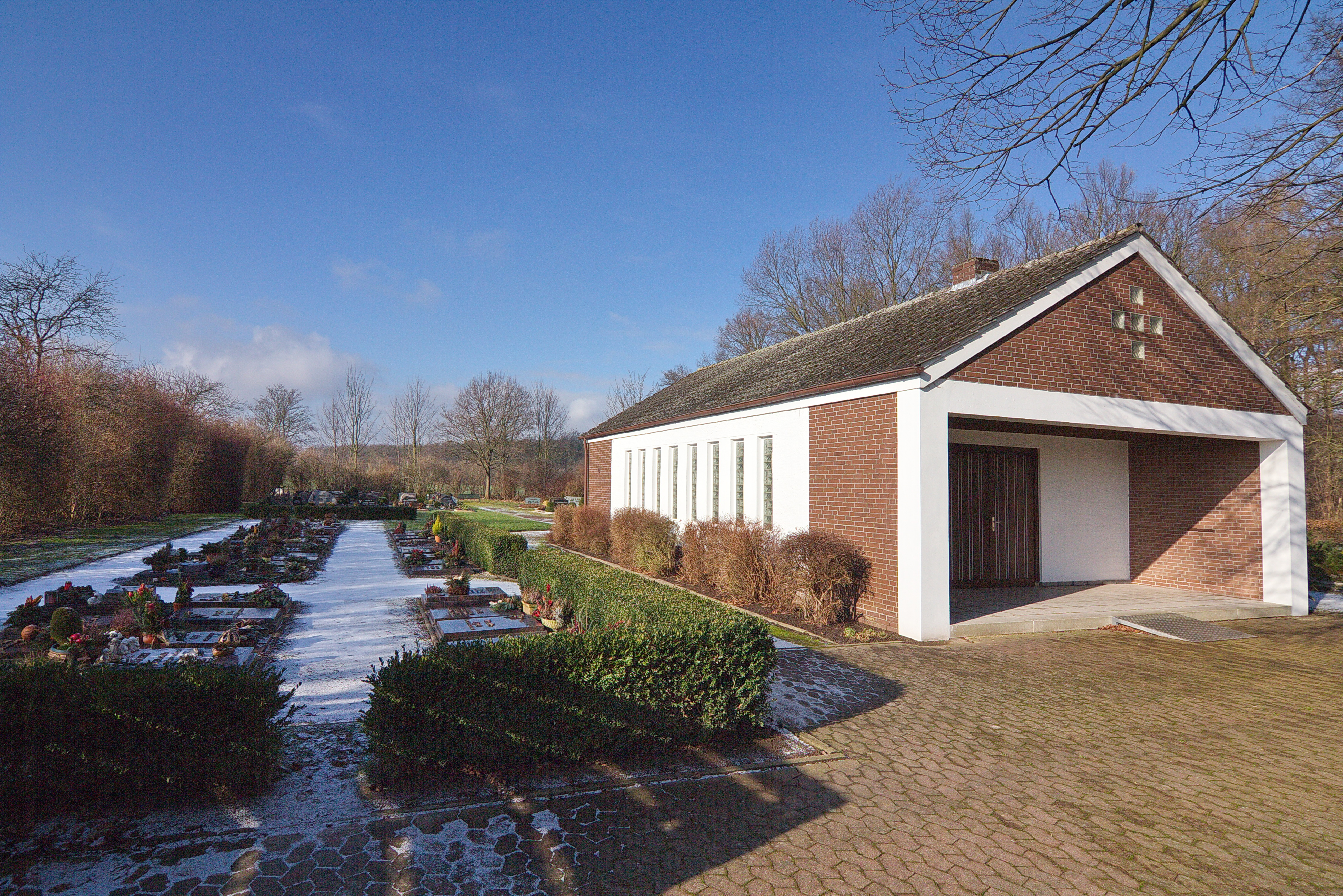
Friedhof
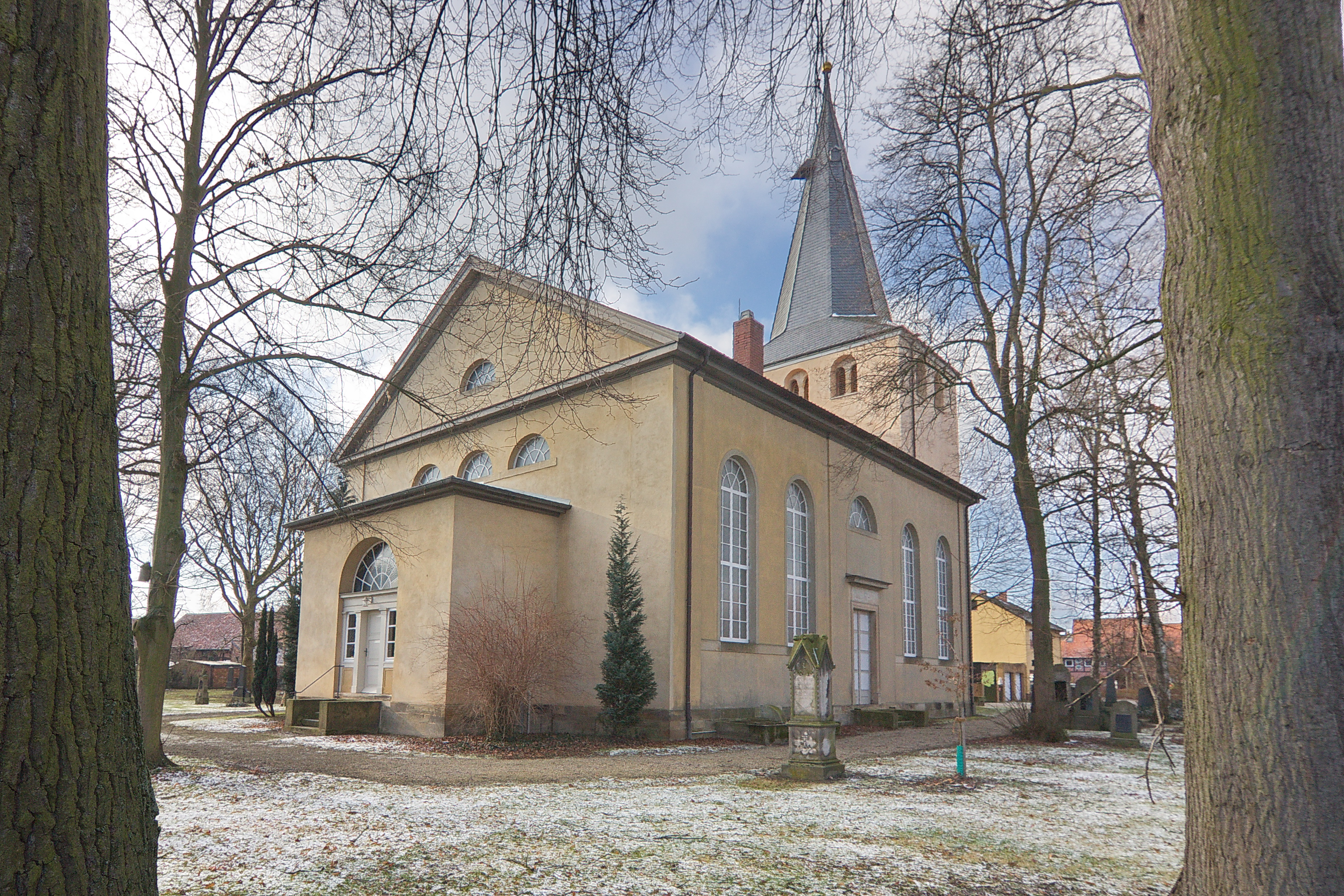
Kirche zu Münstedt

## Persönlichkeiten
- Will Brandes (* 11. Januar 1928 in Münstedt; † 8. April 1990 ebenda), Schlagersänger
- Joachim Vinzelberg, 1654 Pfarrer in Münstedt und Kirchenlieddichter